# آب‌کبود سفلی
آب‌کبود سفلی، روستایی از توابع بخش اندیکا شهرستان مسجدسلیمان در استان خوزستان ایران است.	

## جمعیت
این روستا در دهستان للر و کتک قرار دارد و براساس سرشماری مرکز آمار ایران در سال ۱۳۸۵، جمعیت آن ۲۶ نفر (۶خانوار) بوده‌است.